# Morgen ist Gestern
Morgen ist Gestern (Originaltitel: Tomorrow is Yesterday) ist die nach Ausstrahlungsreihenfolge 19. und nach Produktionsreihenfolge 21. Episode der ersten Staffel der Science-Fiction-Fernsehserie Raumschiff Enterprise. Sie wurde in englischer Sprache erstmals am 26. Januar 1967 bei NBC ausgestrahlt. In Deutschland war sie zum ersten Mal am 27. Mai 1972 in einer synchronisierten Fassung im ZDF zu sehen. Morgen ist Gestern war damit die erste Star-Trek-Folge, die in Deutschland ausgestrahlt wurde.

## Handlung

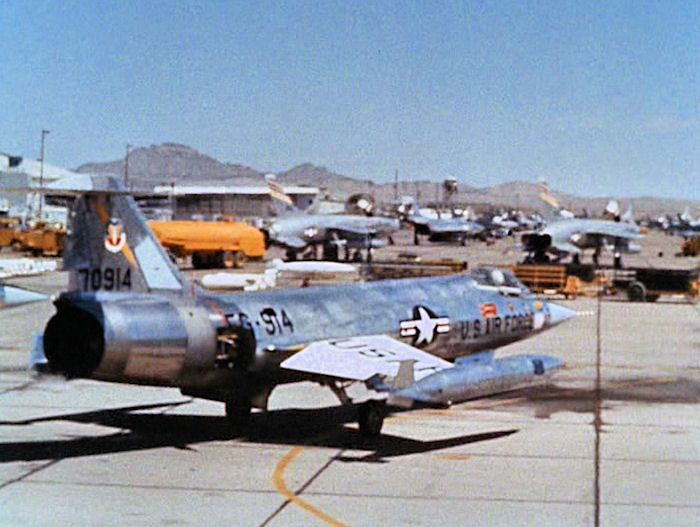
Aufnahme einer Lockheed F-104C Starfighter der US Air Force, die für den Teaser von Morgen ist Gestern verwendet wurde

Im Jahr 2267 bei Sternzeit 3113,2 wird die Enterprise durch die Gravitationskraft eines erloschenen Sterns in die Vergangenheit versetzt und findet sich im Orbit um die Erde des Jahres 1969 wieder. Dort wird die US Air Force auf das Raumschiff aufmerksam und schickt einen Abfangjäger zur näheren Untersuchung los. Nachdem auf der Enterprise die ersten Schäden behoben sind, wird die Mannschaft ihrer Situation gewahr. Durch eine Radiosendung erfahren sie, in welcher Zeit sie sich befinden. Da das Schiff sich in einer sehr niedrigen Flughöhe befindet, befiehlt Captain Kirk, eine höhere Umlaufbahn einzuschlagen. Captain John Christopher, der Pilot des Abfangjägers, verfolgt die Enterprise und bekommt von seiner Basis die Genehmigung, sie abzuschießen. Da die Enterprise den Funkverkehr mithört, befiehlt Kirk nun, einen Traktorstrahl auf das Flugzeug zu richten, um es heranzuziehen, was aber dazu führt, dass es zerbricht. In letzter Sekunde kann Captain Christopher an Bord gebeamt werden.
Christopher ist beeindruckt von der Enterprise und erstaunt über die Anwesenheit von weiblichen Besatzungsmitgliedern. Als er mit dem ersten Offizier, dem Halb-Vulkanier Spock, erstmals einen Außerirdischen sieht, verschlägt es ihm die Sprache. Kirk und Spock teilen ihm in einer Unterredung mit, dass er nicht auf die Erde zurückkehren könne, denn sein Wissen über die Enterprise könnte den Lauf der Geschichte auf unvorhersehbare Weise verändern. Christopher ist darüber alles andere als erfreut. Etwas später muss Spock seine Einschätzung korrigieren, denn er findet heraus, dass ein noch nicht geborener Sohn von Christopher die erste Mission von der Erde zum Saturn leiten wird. Als Kirk ihm nun die neue Faktenlage erklären will, erreicht er ihn nicht, denn Christopher versucht inzwischen, seine Rückkehr auf eigene Faust zu erzwingen, indem er einen Phaser entwendet und den Transportertechniker Kyle zwingen will, ihn auf die Erde zu beamen. Kirk kann ihn schließlich überwältigen.
Nun wird das weitere Vorgehen besprochen. Spock glaubt, einen Weg gefunden zu haben, wie die Enterprise in ihre Zeit zurückkehren kann. Um eine Beeinflussung der Geschichte zu verhindern, müssen aber zuvor die Aufzeichnungen über das Raumschiff vernichtet werden. Christopher bietet seine Hilfe an und zeichnet einen Grundriss seiner Basis. Captain Kirk und Steuermann Sulu beamen hinunter und entwenden die Magnetbänder mit den Aufzeichnungen des Funkverkehrs zwischen Christophers Flugzeug und der Basis. Dabei werden sie aber von einem Sergeant des Sicherheitsdienstes überrascht, der ihnen ihre Ausrüstung abnimmt. Als er einen Kommunikator öffnet, aktiviert er damit ein Notsignal und wird auf die Enterprise gebeamt, die nun mit einem zweiten ungebetenen Gast konfrontiert ist.
Kirk und Sulu nehmen sich nun noch die Fotoaufnahmen der Enterprise vor, wobei sie von weiteren Sicherheitsleuten überrascht werden. Sulu kann unbemerkt mit allen Aufzeichnungen zurück aufs Schiff beamen, Kirk hingegen wird festgenommen und verhört. Spock plant eine Rettungsmission und Christopher besteht darauf, ihn zu begleiten, da seine Ortskenntnis von großem Vorteil sei. Spock beamt mit ihm und Sulu hinunter. Sie können die Sicherheitsleute überwältigen, doch Christopher greift sich eine Pistole und verlangt von Kirk und Sulu, ihn zurückzulassen. Spock kann sich hinter Christopher schleichen und ihn mit einem vulkanischen Nackengriff außer Gefecht setzen.
Zurück an Bord wird jetzt Spocks Plan für die Heimreise umgesetzt. Dieser sieht vor, dass die Enterprise sich die gleiche Methode zunutze macht, die sie in die Vergangenheit geführt hat, nämlich ein Slingshot-Manöver um die Sonne. Dabei soll das Schiff für eine kurze Zeit in die Vergangenheit reisen und anschließend in die Zukunft katapultiert werden. In der Vergangenheit werden Christopher und der Sergeant zurück auf die Erde gebeamt, wo sie mit den dort befindlichen Versionen ihrer Selbst vereinigt werden. Ihre Begegnung mit der Enterprise hat jetzt nie stattgefunden und sie verlieren alle Erinnerungen an ihre Zeit auf dem Schiff. Auch die Reise in die Zukunft gelingt, das Schiff muss aber all seine Energie für ein Bremsmanöver einsetzen, um nicht weiter in die Zukunft geschleudert zu werden als geplant. Das Manöver gelingt und die Enterprise wird durch einen Funkspruch des Flottenkommandos zuhause willkommen geheißen.

## Besonderheiten

### Verbindungen zu anderen Star-Trek-Produktionen
Morgen ist Gestern ist eine der wenigen Folgen, in denen die Handlungszeit der Serie Raumschiff Enterprise vage angedeutet wird. Allerdings sind die verschiedenen Angaben innerhalb der Serie nicht konsistent und stimmen auch nicht mit der später als kanonisch etablierten Handlungszeit in den 2260er Jahren überein. In Morgen ist Gestern droht Lieutenant Colonel Fellini Kirk, ihn für 200 Jahre einzusperren, worauf dieser meint, das käme ungefähr hin. Damit wird impliziert, dass die Enterprise aus dem 22. Jahrhundert stammt. Weitere Folgen machen ähnliche Angaben: So wird in Der schlafende Tiger eine Handlungszeit im frühen 22. Jahrhundert und in Seit es Menschen gibt eine Handlungszeit in der Mitte des 22. Jahrhunderts angedeutet. In Tödliche Spiele auf Gothos wird hingegen eine Handlungszeit im 27. oder 28. Jahrhundert impliziert.
Einige Elemente aus dieser Folge wurden in späteren Star-Trek-Produktionen wieder aufgegriffen:
- Morgen ist Gestern ist die erste Star-Trek-Folge, in der eine Zeitreise als zentrales Handlungselement vorkommt. Bereits in Implosion in der Spirale gab es einen Zeitsprung von drei Tagen, der aber für die Handlung der Folge keine wesentliche Bedeutung hatte. Das Thema Zeitreisen wurde später in mehr als 70 Serienepisoden und Filmen von Star Trek aufgegriffen.
- Ein wesentlicher Teil dieser Zeitreisegeschichten führt in die Vergangenheit der Erde. Neben Morgen ist Gestern gehören hierzu die Raumschiff-Enterprise-Folgen Griff in die Geschichte (Reise ins Jahr 1930) und Ein Planet, genannt Erde (Reise ins Jahr 1968), der Film Star Trek IV: Zurück in die Gegenwart (Reise ins Jahr 1986), die Doppelfolge Gefahr aus dem 19. Jahrhundert (Reise ins Jahr 1893) der Serie Raumschiff Enterprise – Das nächste Jahrhundert, der Film Star Trek: Der erste Kontakt (Reise ins Jahr 2063), die Doppelfolge Gefangen in der Vergangenheit (Reise ins Jahr 2024) und die Folge Kleine, grüne Männchen (Reise ins Jahr 1947) der Serie Star Trek: Deep Space Nine, die Doppelfolge Vor dem Ende der Zukunft (Reise ins Jahr 1996) der Serie Star Trek: Raumschiff Voyager, die Folge Carpenter Street (Reise ins Jahr 2004) und die Doppelfolge Sturmfront (Reise ins Jahr 1944) der Serie Star Trek: Enterprise, die komplette zweite Staffel von Star Trek: Picard (Reise ins Jahr 2024) und die Folge Morgen und morgen und morgen (Reise ins Jahr 2022) von Star Trek: Strange New Worlds.
- Zeitreisen können im Star-Trek-Universum auf vielerlei Weise (absichtlich oder unabsichtlich) durchgeführt werden. Die hier verwendete Methode eines Slingshot-Manövers wurde auch in der Raumschiff-Enterprise-Folge Ein Planet, genannt Erde, im Film Star Trek IV: Zurück in die Gegenwart und in Star Trek: Picard angewandt.
- Kirk erklärt gegenüber Captain Christopher, die Enterprise sei ein Raumschiff der „United Earth Space Probe Agency“ (UESPA). Die genaue Zugehörigkeit des Schiffs war zum Produktionszeitpunkt der Folge noch nicht genau definiert. Erst in der unmittelbar vorher ausgestrahlten Folge Ganz neue Dimensionen war etabliert worden, dass die Erde der Vereinigten Föderation der Planeten angehört. Ab der Folge Kirk unter Anklage wurde dann durchgängig die Sternenflotte als Betreiber der Föderationsraumschiffe genannt. Morgen ist Gestern blieb somit die einzige Folge von Raumschiff Enterprise, in der die UESPA genannt wurde (in Der Fall Charly wurde die Abkürzung, nicht aber der vollständige Name erwähnt). Dennoch wurde die UESPA in späteren Produktionen nicht ignoriert, sondern im Film Star Trek: Treffen der Generationen sowie in den Serien Star Trek: Raumschiff Voyager und Star Trek: Enterprise wieder aufgegriffen. Demnach entstand die UESPA in den 2060er Jahren als Raumfahrtbehörde der Vereinigten Erde, verschmolz dann allmählich mit der irdischen Sternenflotte und blieb dann nach Gründung der Föderation im Jahr 2161 mutmaßlich der Betreiber des irdischen Beitrags zur Föderations-Sternenflotte.

### Besonderheiten der deutschen Synchronfassung
Eine Radiodurchsage, die von der kurz bevorstehenden ersten Mondlandung berichtet, verortet diese Folge ins Jahr 1969. Drehbuchautorin D. C. Fontana gab als Starttag einen Mittwoch an, was zufälligerweise mit dem tatsächlichen Wochentag des Starts von Apollo 11 übereinstimmte. Da die deutsche Ausstrahlung erst nach der ersten Mondlandung erfolgte, wurde die Original-Angabe „Wednesday, six a. m. Eastern Standard Time“ um das tatsächliche Startdatum ergänzt und mit „Mittwoch, de[r] 16. Juli, 9 Uhr 32 Ortszeit“ übersetzt.

## Produktion

### Drehbuch
Morgen ist Gestern war ursprünglich als zweiter Teil einer Doppelfolge geplant. Am Ende von Implosion in der Spirale sollte die Enterprise eigentlich in die Vergangenheit der Erde geschleudert werden. Autor John D. F. Black verließ aber die Serie Raumschiff Enterprise, ohne ein Drehbuch für den zweiten Teil verfasst zu haben. Die Zeitreise in Implosion in der Spirale wurde daher zu einem nicht wirklich handlungsrelevanten Sprung von nur drei Tagen geändert. D. C. Fontana entwickelte aus der Grundidee für den zweiten Teil später das Drehbuch für die inhaltlich eigenständige Folge Morgen ist Gestern.

### Darsteller
Für Sherri Townsend, die hier ein weibliches Besatzungsmitglied der Enterprise spielt, war dies ihr einziger Auftritt in einer Fernseh-Produktion.

### Kulissen
Morgen ist Gestern ist eine von nur zwei Folgen der Serie, in denen im Transporterraum der Enterprise Nahrungsverteiler zu sehen sind. Diese wurden aus Kostengründen verwendet, da man keine zusätzlichen Statisten engagieren wollte, um mit dem Air Police Sergeant (Hal Lynch) eine Szene im Gemeinschaftsspeisesaal der Enterprise zu filmen.

## Adaptionen
James Blish schrieb eine Textfassung von Morgen ist Gestern, die auf Englisch erstmals 1968 in der Geschichtensammlung Star Trek 2 erschien. Die deutsche Übersetzung erschien 1972.
John Byrnes 2008 erschienener nicht-kanonischer Comic Yesterday, Today and Tomorrow aus der Reihe Star Trek: Assignment: Earth verknüpft die Ereignisse in Morgen ist Gestern mit der Figur Gary Seven, die in der späteren Zeitreisefolge Ein Planet, genannt Erde eingeführt wurde.

## Rezeption
David Morgan führte Morgen ist Gestern 2016 auf cbsnews.com als eine der besten Folgen von Raumschiff Enterprise auf.
Lisa Granshaw erstellte 2016 für syfy.com eine Liste der 15 besten Star-Trek-Zeitreisegeschichten. Morgen ist Gestern landete dabei auf Platz 11.
Michael Weyer listete Morgen ist Gestern 2018 auf cbr.com in einem Ranking der 20 besten Star-Trek-Zeitreisefolgen auf Platz 18.
BuzzFeed führte Morgen ist Gestern 2018 als ein Beispiel für eine Folge auf, die einen besseren Einstieg in ihre Serie ermöglicht als der Pilotfilm.
Eric Diaz listete Morgen ist Gestern 2019 auf nerdist.com in einem Ranking der zehn besten Star-Trek-Zeitreisefolgen auf Platz 6.
Christian Blauvelt listete Morgen ist Gestern 2022 auf hollywood.com in einem Ranking aller 79 Raumschiff-Enterprise-Folgen auf Platz 67.

## Parodien und Anspielungen
Im Film Brutale Schatten von 1972 läuft diese Folge im Fernsehen.
In Folge 2.21 (1969) der Science-Fiction-Serie Stargate – Kommando SG-1 aus dem Jahr 1999 wird das SG-1-Team ebenfalls ins Jahr 1969 versetzt und vom Sicherheitsdienst der Air Force gefangen genommen. Colonel Jack O’Neill gibt sich beim Verhör zunächst als „Captain James T. Kirk vom Raumschiff Enterprise“ aus, bevor er behauptet, in Wirklichkeit hieße er Luke Skywalker.
Im Film Belfast von 2021 schauen sich die Protagonisten Will und Buddy diese Folge im Fernsehen an.